# Pocono Organics 325
Le Pocono Organics 325 (ex Pocono 400) est une course automobile annuelle organisée par la NASCAR et comptant pour le championnat des NASCAR Cup Series.
L'épreuve se déroule sur le Pocono Raceway de Long Pond dans l'état de Pennsylvanie aux États-Unis.
La course inaugurale de 1982 se dispute sur une distance de 500 milles (804,67 km). Elle remplace la défunte course, le Texas World Speedway (en), qui se disputait sur une distance de 400 milles (643,74 km).
À partir de la saison 2012, la distance est réduite à 400 milles (643,74 km).
Depuis la saison 2020, la course se dispute le dernier week-end du mois de juin et le samedi après-midi, sur une distance de 325 milles (523,04 km). Une seconde course de NASCAR Cup Series, le Pocono 350, a lieu le lendemain après midi.

## Caractéristiques
- Course :
  - Longueur : 325 milles (523 km)
  - Nombre de tours : 130
    - Segment 1 : 25 tours
    - Segment 2 : 52 tours
    - Segment 3 : 53 tours

- Piste :
  - Type : superspeedway
  - Revêtement : asphalte
  - Longueur circuit : 2,5 milles (4,023 km)
  - Nombre de virages : 3
  - Inclinaison (Banking) :
    - Virage 1 : 14°
    - Virage 2 : 8°
    - Virage 3 : 6°

## Évolution des logos

2010
2012
2013
2015
2017
depuis 2020

## Palmarès
| Année | Date    | Pilote             | Écurie                       | Châssis    | Course | Course          | Course          | Course         | Note       |
| ----- | ------- | ------------------ | ---------------------------- | ---------- | ------ | --------------- | --------------- | -------------- | ---------- |
| Année | Date    | Pilote             | Écurie                       | Châssis    | Tours  | Miles (km)      | Durée           | Moyenne (mi/h) | Note       |
| 1982  | 6 juin  | Bobby Allison      | DiGard Motorsports           | Buick      | 200    | 500 (804,672)   | 4 h 24 min 08 s | 113,579        |            |
| 1983  | 12 juin | Bobby Allison      | DiGard Motorsports           | Buick      | 200    | 500 (804,672)   | 3 h 53 min 13 s | 128,636        |            |
| 1984  | 10 juin | Cale Yarborough    | Harry Ranier                 | Chevrolet  | 200    | 500 (804,672)   | 3 h 37 min 08 s | 138,164        |            |
| 1985  | 9 juin  | Bill Elliott       | Melling Racing               | Ford       | 200    | 500 (804,672)   | 3 h 35 min 48 s | 138,974        |            |
| 1986  | 8 juin  | Tim Richmond       | Hendrick Motorsports         | Chevrolet  | 200    | 500 (804,672)   | 4 h 24 min 50 s | 113,279        |            |
| 1987  | 14 juin | Tim Richmond       | Hendrick Motorsports         | Chevrolet  | 200    | 500 (804,672)   | 4 h 05 min 57 s | 122,166        |            |
| 1988  | 19 juin | Geoffrey Bodine    | Hendrick Motorsports         | Chevrolet  | 200    | 500 (804,672)   | 3 h 58 min 21 s | 126,147        |            |
| 1989  | 18 juin | Terry Labonte      | Junior Johnson & Associates  | Ford       | 200    | 500 (804,672)   | 3 h 48 min 27 s | 131,32         |            |
| 1990  | 17 juin | Harry Gant         | Leo Jackson Racing           | Oldsmobile | 200    | 500 (804,672)   | 4 h 08 min 25 s | 120,600        |            |
| 1991  | 16 juin | Darrell Waltrip    | DarWal, Inc.                 | Chevrolet  | 200    | 500 (804,672)   | 4 h 04 min 34 s | 122,666        |            |
| 1992  | 14 juin | Alan Kulwicki      | AK Racing                    | Ford       | 200    | 500 (804,672)   | 3 h 28 min 18 s | 144,023        |            |
| 1993  | 13 juin | Kyle Petty         | SABCO Racing                 | Pontiac    | 200    | 500 (804,672)   | 3 h 37 min 23 s | 138,005        |            |
| 1994  | 12 juin | Rusty Wallace      | Team Penske                  | Ford       | 200    | 500 (804,672)   | 3 h 52 min 55 s | 128,801        |            |
| 1995  | 11 juin | Terry Labonte      | Hendrick Motorsports         | Chevrolet  | 200    | 500 (804,672)   | 3 h 37 min 50 s | 137,720        |            |
| 1996  | 16 juin | Jeff Gordon        | Hendrick Motorsports         | Chevrolet  | 200    | 500 (804,672)   | 3 h 35 min 40 s | 139,104        |            |
| 1997  | 8 juin  | Jeff Gordon        | Hendrick Motorsports         | Chevrolet  | 200    | 500 (804,672)   | 3 h 34 min 33 s | 139,828        |            |
| 1998  | 21 juin | Jeremy Mayfield    | Team Penske                  | Ford       | 200    | 500 (804,672)   | 3 h 14 min 39 s | 117,809        |            |
| 1999  | 20 juin | Bobby Labonte      | Joe Gibbs Racing             | Pontiac    | 200    | 500 (804,672)   | 3 h 12 min 19 s | 118,898        |            |
| 2000  | 19 juin | Jeremy Mayfield    | Team Penske                  | Ford       | 200    | 500 (804,672)   | 3 h 34 min 41 s | 139,741        | [ Note 1 ] |
| 2001  | 17 juin | Ricky Rudd         | Robert Yates Racing          | Ford       | 200    | 500 (804,672)   | 3 h 43 min 14 s | 134,389        |            |
| 2002  | 9 juin  | Dale Jarrett       | Robert Yates Racing          | Ford       | 200    | 500 (804,672)   | 3 h 29 min 10 s | 143,426        |            |
| 2003  | 8 juin  | Tony Stewart       | Joe Gibbs Racing             | Chevrolet  | 200    | 500 (804,672)   | 3 h 42 min 24 s | 134,892        |            |
| 2004  | 13 juin | Jimmie Johnson     | Hendrick Motorsports         | Chevrolet  | 200    | 500 (804,672)   | 4 h 27 min 33 s | 112,129        |            |
| 2005  | 12 juin | Carl Edwards       | Roush Racing                 | Ford       | 201    | 502,5 (808,695) | 3 h 53 min 24 s | 129,177        | [ Note 2 ] |
| 2006  | 11 juin | Denny Hamlin       | Joe Gibbs Racing             | Chevrolet  | 200    | 500 (804,672)   | 3 h 47 min 52 s | 131,656        |            |
| 2007  | 10 juin | Jeff Gordon        | Hendrick Motorsports         | Chevrolet  | 106    | 265 (426,476)   | 1 h 57 min 15 s | 135,608        | [ Note 3 ] |
| 2008  | 8 juin  | Kasey Kahne        | Gillett Evernham Motorsports | Dodge      | 200    | 500 (804,672)   | 3 h 59 min 36 s | 125,209        |            |
| 2009  | 7 juin  | Tony Stewart       | Stewart-Haas-Racing          | Chevrolet  | 200    | 500 (804,672)   | 3 h 36 min 35 s | 138,515        |            |
| 2010  | 6 juin  | Denny Hamlin       | Joe Gibbs Racing             | Toyota     | 204    | 510 (820,765)   | 3 h 44 min 30 s | 136,303        | [ Note 2 ] |
| 2011  | 12 juin | Jeff Gordon        | Hendrick Motorsports         | Chevrolet  | 200    | 500 (804,672)   | 3 h 26 min 21 s | 145,384        |            |
| 2012  | 10 juin | Joey Logano        | Joe Gibbs Racing             | Toyota     | 160    | 400 (643,737)   | 3 h 03 min 12 s | 131,004        | [ Note 4 ] |
| 2013  | 9 juin  | Jimmie Johnson     | Hendrick Motorsports         | Chevrolet  | 160    | 400 (643,737)   | 2 h 46 min 26 s | 144,202        |            |
| 2014  | 8 juin  | Dale Earnhardt Jr. | Hendrick Motorsports         | Chevrolet  | 160    | 400 (643,737)   | 2 h 52 min 07 s | 139,440        |            |
| 2015  | 7 juin  | Martin Truex Jr.   | Furniture Row Racing         | Chevrolet  | 160    | 400 (643,737)   | 2 h 58 min 45 s | 134,266        |            |
| 2016  | 6 juin  | Kurt Busch         | Stewart-Haas-Racing          | Chevrolet  | 160    | 400 (643,737)   | 3 h 11 min 15 s | 125,490        |            |
| 2017  | 11 juin | Ryan Blaney        | Wood Brothers Racing         | Ford       | 160    | 400 (643,737)   | 2 h 48 min 40 s | 142,292        |            |
| 2018  | 3 juin  | Martin Truex Jr.   | Furniture Row Racing         | Toyota     | 160    | 400 (643,737)   | 2 h 52 min 00 s | 139,535        |            |
| 2019  | 2 juin  | Kyle Busch         | Joe Gibbs Racing             | Toyota     | 160    | 400 (643,737)   | 2 h 58 min 09 s | 134,718        |            |
| 2020  | 27 juin | Kevin Harvick      | Stewart-Haas-Racing          | Ford       | 130    | 325 (523.037)   | 2 h 25 min 01 s | 134,467        |            |
| 2021  | 26 juin | Alex Bowman        | Hendrick Motorsports         | Chevrolet  | 130    | 325 (523.037)   | 2 h 30 min 38 s | 129,453        |            |

Notes : 
1. ↑  Course déplacée du dimanche au lundi en raison de la pluie.
2. 1 2  Course prolongée en raison d'une arrivée Green-white-checker.
3. ↑  Course stoppée avant son terme en raison de la pluie.
4. ↑  La course a été réduite de 500 à 400 miles

## Pilotes multiples vainqueurs
| Nb. Vict. | Pilote           | Saison                 |
| --------- | ---------------- | ---------------------- |
| 4         | Jeff Gordon      | 1996, 1997, 2007, 2011 |
| 2         | Bobby Allison    | 1982, 1983             |
| 2         | Tim Richmond     | 1986, 1987             |
| 2         | Terry Labonte    | 1989, 1995             |
| 2         | Jeremy Mayfield  | 1998, 2000             |
| 2         | Tony Stewart     | 2003, 2009             |
| 2         | Denny Hamlin     | 2006, 2010             |
| 2         | Jimmie Johnson   | 2004, 2013             |
| 2         | Martin Truex Jr. | 2015, 2018             |

## Écuries multiples gagnantes
| Nb. Vict. | Écurie               | Saison                                                                 |
| --------- | -------------------- | ---------------------------------------------------------------------- |
| 12        | Hendrick Motorsports | 1986, 1987, 1988, 1995, 1996, 1997, 2004, 2007, 2011, 2013, 2014, 2021 |
| 6         | Joe Gibbs Racing     | 1999, 2003, 2006, 2010, 2012, 2019                                     |
| 3         | Team Penske          | 1994, 1998, 2000                                                       |
| 3         | Stewart-Haas Racing  | 2009, 2016, 2020                                                       |
| 2         | DiGard Motorsports   | 1982, 1983                                                             |
| 2         | Robert Yates Racing  | 2001, 2002                                                             |
| 2         | Furniture Row Racing | 2015, 2018                                                             |

## Victoires par marque de voiture
| Nb. Vict. | Marque     | Saison |
| --------- | ---------- | --- |
| 19        | Chevrolet  | 1984, 1986, 1987, 1988, 1991, 1995, 1996, 1997, 2003, 2004, 2006, 2007, 2009, 2011, 2013, 2014, 2015, 2016, 2021 |
| 11        | Ford       | 1985, 1989, 1992, 1994, 1998, 2000, 2001, 2002, 2005, 2017, 2020                                                 |
| 4         | Toyota     | 2010, 2012, 2018, 2019                                                                                           |
| 2         | Buick      | 1982, 1983 |
| 2         | Pontiac    | 1993, 1999 |
| 1         | Oldsmobile | 1990 |
| 1         | Dodge      | 2008 |